# Koningin Elisabethwedstrijd 1937
De Koningin Elisabethwedstrijd 1937 (voor viool) was de allereerste editie van het muziekconcours dat werd ingericht door koningin Elisabeth. De wedstrijd was toen nog gekend als de Eugène Ysaÿewedstrijd, als eerbetoon aan de overleden violist Eugène Ysaÿe.
De inaugurale editie was een vioolconcours. De eerste prijs ging naar de Sovjet-Russische violist David Oistrach, de tweede prijs naar Ricardo Odnoposoff en de derde prijs naar Elisabeth Gilels (zus van de laureaat van de tweede editie Emil Gilels). Andere laureaten waren Boris Goldstein (vierde prijs), Marina Kozolupova (vijfde prijs), Mikhail Fichtengolz (zesde prijs), Lola Bobesco (zevende prijs), Paul Makhanovitzki (achtste prijs), Robert Virovay (negende prijs), Angel Reyes (tiende prijs), Ricardo Brengola (elfde prijs) en Jean Champeil (twaalfde prijs). 
De Belgische violisten Arthur Grumiaux en Carlo Van Neste konden zich niet handhaven tot in de finale van de wedstrijd.
Juryvoorzitter was Victor Buffin de Chosal, juryleden waren Mathieu Crickboom, Marcel Darrieux, André de Ribeaupierre, Désiré Defauw, Oscar Espla, Indrich Feld, Carl Flesch, André Gertler, Jeno Hubay, Abraham Jampolsky, Wachtald Kochansky, George Kulenkampff, Artur Lemba, Franz Mairecker, Arrigo Serato, Joseph Szigeti, Jacques Thibaud en Gabry Ysaÿe.
Het orkest dat de finales begeleidde was het Groot Symfonie-Orkest van het NIR onder leiding van Franz André. 